# Le Retour de Billy the Kid
Pour les articles homonymes, voir Boots and Saddles.
Pour plus de détails, voir Fiche technique et Distribution.

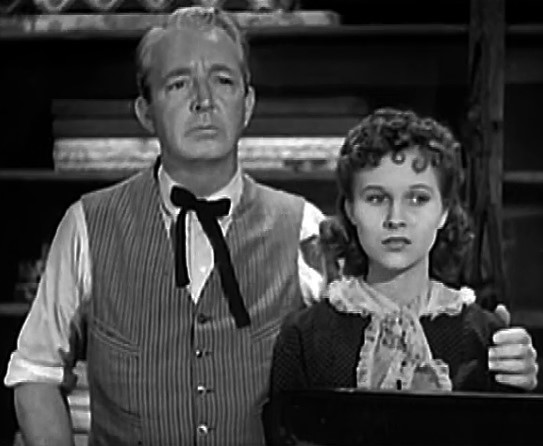
Edwin Stanley et Lynne Roberts dans une scène du film.

Le Retour de Billy the Kid (titre original : Billy the Kid Returns) est un film américain réalisé par Joseph Kane et sorti en 1938.
Le succès du film a incité les producteurs à réaliser une série de 17 films consacrés à Billy the Kid avec Bob Steele et plus tard Buster Crabbe

## Fiche technique
- Titre : Le Retour de Billy the Kid
- Titre original : Billy the Kid Returns
- Réalisation : Joseph Kane
- Scénario : Jack Natteford
- Photographie : Ernest Miller
- Montage : Lester Orlebeck
- Musique : William Lava, Joseph Nussbaum (non crédité), Victor Young (non crédité)
- Producteur : Charles E. Ford
- Société de production : Republic Pictures
- Société de distribution : Republic Pictures
- Pays de production :   États-Unis
- Langue de tournage : Anglais américain
- Format :	1.37 : 1
- Métrage : 8 bobines[réf. souhaitée]
- Genre : Western
- Durée : 53 minutes
- Dates de sortie : 
  - États-Unis : 4 septembre 1938
  - Canada : 29 novembre 1938

## Distribution
- Roy Rogers : Roy Rogers / Billy the Kid
- Smiley Burnette : Frog Millhouse
- Lynne Roberts : Ellen Moore
- Morgan Wallace : J. B. Morganson
- Fred Kohler : Matson
- Wade Boteler : Sheriff Pat Garrett
- Edwin Stanley : Nathaniel Moore
- Horace Murphy : Mr. Miller - Homesteader
- Joseph Crehan : U.S. Marshal Dave Conway
- Robert Emmett Keane : Mr. Page
- George Montgomery : un homme de main.
- Chris Allen : Townsman (non crédité)
- Silver Tip Baker : Townsman (non crédité)
- Bob Burns : Homesteader (non crédité)
- Fred Burns : Henchman (non crédité)
- Bob Card : Soldier (non crédité)
- Jim Corey : Bart (non crédité)
- Art Dillard : Henchman (non crédité)
- Ralph Dunn : Angry Man (non crédité)
- Fern Emmett : Townswoman (non crédité)
- Jack Evans : Townsman (non crédité)
- Oscar Gahan : Musician (non crédité)
- Betty Jean Hainey : Miller's 1st Daughter (non crédité)
- Al Haskell : Homesteader (non crédité)
- Lloyd Ingraham : Conway's Deputy (non crédité)
- Jack Kirk : Henchman (non crédité)
- Bruce MacFarlane : Army Officer (non crédité)
- Chris-Pin Martin : Desk Clerk (non crédité)